# Energia de Planck
Em física, a unidade de energia no sistema de unidades naturais conhecida como unidades de Planck é chamada a energia de Planck, notada por EP.
{\displaystyle E_{p}={\sqrt {\frac {\hbar c^{5}}{G}}}\approx } 1.956 × 109 J {\displaystyle \approx } 1.22 × 1019 GeV {\displaystyle \approx } 0.5433 MWh
onde c é a velocidade da luz no vácuo, {\displaystyle \hbar } é a constante de Planck reduzida, e G é a constante gravitacional. EP é a derivada, como oposta a básica, unidade de Planck.
Um definição equivalente é:
{\displaystyle E_{p}={\frac {\hbar }{t_{P}}},}
onde {\displaystyle \ t_{P}} é o tempo de Planck.